# Следствие ведут ЗнаТоКи. До третьего выстрела
«Сле́дствие веду́т ЗнаТоКи́. До тре́тьего вы́стрела» — советский телевизионный детективный фильм 1978 года из цикла «Следствие ведут ЗнаТоКи» (дело № 13 «До третьего выстрела»). Первый фильм сериала, перешедший от формата телеспектакля к формату видеофильма. Премьера на ЦТ состояласась 11-12 ноября 1978 года

## Сюжет
Знаменский расследует вооружённое ограбление магазина. Личность преступника через какое-то время устанавливают, Томин находит его, это опасный рецидивист Бондарь, но всё оказывается напрасно: продавцы не могут уверенно опознать бандита, а решающая улика — пистолет — бесследно исчезает.
Антонина Зорина, только что закончившая юридический институт, по совету Знаменского несколько ранее поступила на работу инспектором по делам несовершеннолетних. Так случается, что ограбленный магазин находится на подведомственной ей территории. Жительница одного из близких к месту ограбления домов приносит тушки двух убитых голубей; она уверена, что это работа подростков и требует их найти. Зорина обращается за помощью к Томину. Кибрит проводит экспертизу и обнаруживает, что птицы убиты из пистолета ТТ, такого же, как у грабителя. Следы этого оружия уже встречались милиции — пистолет неоднократно использовался в качестве орудия преступления. Становится ясно: уходя от погони, грабитель обронил либо наскоро спрятал пистолет, и оружие нашли подростки.
Предположение милиции верно. Бондарь, преследуемый милиционерами, действительно забросил пистолет в один из старых сараев, рассчитывая назавтра изъять его, но именно в тот день вечером пистолет случайно нашёл школьник Сенька Гво́здарев (Гвоздик), живущий поблизости. Теперь пистолет — главное сокровище небольшой компании из троих парней и одной девушки. Все четверо — старшеклассники, не слишком увлечённые учёбой и не имеющие каких-то других занятий; не хулиганы, они проводят вместе время, придумывая относительно безобидные развлечения. Пистолет для них стал просто предметом, наличие которого щекочет нервы и поднимает самооценку.
Милиция ищет пистолет. Зорина, Знаменский и Кибрит идут на неординарный шаг: они собирают в клубе всех подростков района и прямо рассказывают им, что произошло, пытаясь объяснить, что оружие — это очень серьёзная вещь, что хранящий его совершает преступление и препятствует следствию, и что пистолет необходимо сдать в милицию. Компания новых владельцев ТТ решает, как быть.
Одновременно за пистолетом охотится и Бондарь. Его подручный, молодой парень Виктор, втирается в доверие к подросткам и быстро выходит на скрывающую оружие компанию. Он организует нападение хулиганов на компанию именно в тот вечер, когда ребята, решившие сдать пистолет в милицию, берут его из тайника. Чтобы разогнать напавших, подростки достают пистолет, и Виктор, наблюдающий за происходящим, убеждается в своей правоте. Зорина, подоспевшая на место драки, изымает оружие, но по пути в отделение Виктор догоняет её, наносит удар ножом и похищает ТТ. На следующий день милиция, держащая под наблюдением Бондаря, берёт его и Виктора при передаче пистолета.
Основная тема серии — находка детьми брошенного преступником оружия — повторяет основную тему серии «Дело о блуждающей обувной коробке» (1963 года) сериала «Перри Мейсон» (7 сезон, 2 серия)

### Судьба Зориной в фильме и рассказе
В первоначальном сценарии персонаж Антонины — Нины — дежурная в тюрьме (её роль исполняла Валентина Мартынюк), появившаяся в сюжетной линии цикла во втором фильме, и которая поступила в юридический институт, о чем упоминалось в сериях «Свидетель» и «Любой ценой». В самом фильме этот момент не уточняется, возможно, из-за замены исполнительницы роли.

А со Знаменским они действительно встретились. И даже немного поработали вместе. И то было самое счастливое время ее короткой жизни… оборванной ударом ножа.
История описана нами в повести «До третьего выстрела».
                                                                                                                                                          — Ольга Лаврова, Александр Лавров. «Свидетель»
В версии фильма, вышедшей на экраны, дальнейшая судьба Зориной остаётся неопределённой: в кадре после нанесённого ей удара инспектор больше не появляется, а из реплик персонажей ясно лишь то, что она получила тяжёлое ранение, находится в больнице, и врачи борются за её жизнь. В последующих сериях она не упоминается.
По легенде, многие зрительницы усмотрели в явной и взаимной симпатии Знаменского к Зориной, показанной в этом фильме, намерение сценаристов в будущем женить Павла Павловича на Зориной и буквально засыпали создателей фильма письмами, призывающими либо женить Знаменского на Кибрит, либо оставить его холостяком.
По сценарию инспектор погибала, но после просмотра главный консультант фильма потребовал у авторов переделать финал готового фильма, так как гибель молодой сотрудницы милиции не понравилась его внуку. Создатели фильма вспоминали: Долгие переговоры с консультантом привели к тому, что мы вынуждены были переснимать небольшую сцену и переозвучивать текст, который объяснял зрителям, что героиня ранена. Сколько эмоций вызвала бы истинная причина пересъёмки у режиссёра и актеров. Мы ведь скрывали её. Хотя позже многие узнавали правду.
В исходном рассказе Лавровы тоже не оставляют Зорину в живых, прерывая лирическую линию повествования. В итоге Знаменский так и останется холостяком, а Кибрит выйдет замуж за учёного.

## Роли и исполнители

### Главные роли
- Георгий Мартынюк — Знаменский
- Леонид Каневский — Томин
- Эльза Леждей — Кибрит

### В ролях
- Анна Каменкова — Антонина Васильевна Зорина, инспектор по делам несовершеннолетних
- Пётр Щербаков — Бондарь
- Леонид Каюров — Виктор Лабазников
- Саша Симакин — Сенька Гво́здарев («Сенька-Гвоздик»)
- Игорь Меркулов — Лёша Терентьев («Лёха-Ледокол»)
- Людмила Дьяконова — Наташа Терентьева («Куколка»)
- Сережа Тихонов — Миша Мухин («СЭМ»)
- Татьяна Надеждина — Гвоздарева, мать Сеньки
- Игорь Шувалов — Терентьев, отец Лёши и Наташи
- Маргарита Струнова — Терентьева, мать Лёши и Наташи
- Владимир Полупарнев — Мухин, отец Миши
- Валентина Ананьина — Мухина, мать Миши
- Николай Горлов — дедушка Миши
- Наталья Крачковская — продавщица
- Галина Васькова — кассирша
- Игорь Серебряный — Фитиль
- Евгений Москалев — Топорков
- Виталий Леонов — любитель футбола